# Personal Maid
Personal Maid è un film del 1931 diretto da Monta Bell e Lothar Mendes.
È un film drammatico a sfondo romantico statunitense con Nancy Carroll, Pat O'Brien e Gene Raymond. È basato sul romanzo del 1931  Personal Maid di Grace Perkins.

## Produzione
Il film, diretto da Monta Bell e Lothar Mendes su una sceneggiatura di Adelaide Heilbron e un soggetto di Grace Perkins, fu prodotto da Lothar Mendes per la Paramount Pictures.

## Distribuzione
Il film fu distribuito negli Stati Uniti dal 12 settembre 1931 al cinema dalla Paramount Pictures.
Altre distribuzioni:
- in Canada nel 1931
- in Portogallo il 15 agosto 1932 (Criada de Confiança)